# فغستان
فغستان یا بغستان دختر کید شاه هند است، که مطابق آیین به همسری اسکندر درمی‌آید. اختلاف نگارش این نام ناشی از تفاوت در نسخه‌های خطی است.

## فغستان در شاهنامه
قبل از حمله اسکندر به هند، کید شاه هند خوابهایی می‌بیند که مهران(هندی) آنها را تعبیر می‌کند، و به کید سفارش می‌کند که با اسکندر نجنگید، و با او مصالحه کند. و چهار داشته او را گوشزد می‌کند. که عبارتند از دختر بسیار زیبایش فغستان، فیلسوف دانا، پزشک زبردست و قدحی که هیچگاه مَی در آن تمام نمی‌شود:
| ترا چار چیزست کاندر جهان    |  | کسی آن ندید از کهان و مهان  |
| یکی چون بهشت برین دخترت     |  | کزو تابد اندر زمین افسرت    |
| دگر فیلسوفی که داری نهان    |  | بگوید همه با تو راز جهان    |
| سه دیگر پزشکی که هست ارجمند |  | به دانندگی نام کرده بلند    |
| چهارم قدح کاندرو ریزی آب    |  | نه ز آتش شود کم نه از آفتاب |
| ز خوردن نگیرد کمی آب اوی    |  | بدین چیزها راست کن آب روی   |

کید پس از نامه اسکندر این چهار داشته را به او پیشنهاد می‌کند، اسکندر پس از فرستادن معتمدان و تأیید گفتار کید، آنها را طلب می‌کند:
| چو منشور و عهد من او را دهید |  | شما با فغستان بنه برنهید   |
| نیازارد او را کسی زین سپس    |  | ازو در جهان یافتم داد و بس |

و فغستان همراه فیلسوف و پزشک با قدح به سوی اسکندر روانه می‌شود، و اسکندر او را می‌پسندد و به عقد آیینی درمی‌آورد:
| فرستاده برگشت زان مرز‌ و بوم   |  | بیامد به‌نزدیک پیران روم       |
| چو آن موبدان پاسخ شهریار      |  | بدیدند با رنج دیده سوار       |
| فغستان ببارید خونین سرشک      |  | همی رفت با فیلسوف و پزشک      |
| قدح هم چنان نامداری به دست    |  | همه سرکشان از می جام مست      |
| فغستان چو آمد به مشکوی شاه    |  | یکی تاج بر سر ز مشک سیاه      |
| بسان گل زرد بر ارغوان         |  | ز دیدار او شاد شد ناتوان      |
| چو سرو سهی بر سرش گرد ماه     |  | نشایست کردن به مه بر نگاه     |
| دو ابروکمان و دو نرگس دژم     |  | سر زلف را تاب داده به خم      |
| دو چشمش چو دو نرگس اندر بهشت  |  | تو گفتی که از ناز دارد سرشت   |
| سکندر نگه کرد بالای اوی       |  | همان موی و روی و سر و پای اوی |
| همی گفت کاینت چراغ جهان       |  | همی آفرین خواند اندر نهان     |
| بدان دادگر کو سپهر آفرید      |  | بران گونه بالا و چهر آفرید    |
| بفرمود تا هرک بخرد بدند       |  | بران لشکر روم موبد بدند       |
| نشستند و او را به آیین بخواست |  | به رسم مسیحا و پیوند راست     |
| برو ریخت دینار چندان ز گنج    |  | که شد ماه را راه رفتن به رنج  |

با این ترفند کشور از آسیب تخریب نجات می‌یابد.